# Zonopetala glauconephela
Zonopetala glauconephela es una especie de mariposa de la familia Oecophoridae.
Fue descrita científicamente por Meyrick en 1883.